# 奇天烈大百科
《奇天烈百科全書》是日本藤子·F·不二雄的漫畫作品，於兒童漫畫雜誌《兒童之光》1974年4月號至1977年7月號連載，單行本共三集。後來陸續改編成電視動畫、遊戲、電視劇。

## 故事
一位住在日本東京都表野町的小學生木手英一，其發明家祖先奇天烈齋著有一套共四本的《奇天烈大百科》，需用神通鏡才能閱讀。正好英一跟祖先都喜歡發明，而在某天得到《奇天烈大百科》與神通鏡後，開始根據該書製作出一樣又一樣的作品，其中最重要的是機器人可羅；之後與可羅共同生活，並與身邊的親戚好友發展出許多的大小故事。

## 各集列表
單集雙單元的以「A」、「B」做區別。
| 集數 | 日文标题                                   | 中文标题                                  |
| ---- | ------------------------------------------ | ----------------------------------------- |
| 001A |                                            | 本人可羅是也                              |
| 001B |                                            | 潛地球尋寶記                              |
| 002A |                                            | 櫻花凋落勉三哥                            |
| 002B |                                            | 動物劇場小創作                            |
| 003  |                                            | 坐手工火箭上月球探險                      |
| 004A |                                            | 一片漆黑心慌慌                            |
| 004B |                                            | 恨意糖果                                  |
| 005  |                                            | 用天狗的地道輕輕鬆鬆旅行                  |
| 006A |                                            | 回來的機器武士                            |
| 006B |                                            | 用如意光搬家                              |
| 007A |                                            | 美美和扮家家酒屋                          |
| 007B |                                            | 忘憂帽                                    |
| 008A |                                            | 宇宙怪魔人大猩猩                          |
| 008B |                                            | 到迷你城市一遊                            |
| 009A |                                            | 回憶相機                                  |
| 009B |                                            | 對決！可羅對機器記者                      |
| 010  |                                            | 可羅與恐龍寶寶南海大冒險                  |
| 011A |                                            | 用分身機複製人類                          |
| 011B |                                            | 可羅也要去上學                            |
| 012A |                                            | 用時光暫停機悠閒度日                      |
| 012B |                                            | 玩水也要適可而止                          |
| 013  |                                            | 雲端上的甜蜜的家                          |
| 014A |                                            | 燈籠怪捕快                                |
| 014B |                                            | 怪談牡丹燈                                |
| 015A |                                            | 一寸警衛                                  |
| 015B |                                            | 肥皂泡泡巨蛋                              |
| 016  |                                            | 爸爸們的教學參觀日和父子棒球大賽          |
| 017  |                                            | 悲哀的冬冬穿上隱身衣變孤單一人            |
| 018  |                                            | 見到愛迪生難以分享的暑假                  |
| 019A |                                            | 冰冰涼涼的水黏土                          |
| 019B |                                            | 颱風和夏日慶典                            |
| 020  |                                            | 可羅提升戰力大作戰                        |
| 021  |                                            | 衝啊 42.195公里！讓人吃苦盡頭的馬拉松！？ |
| 022  |                                            | 鎮上的運動會 最佳選手獎落誰家！？         |
| 023A |                                            | 調味粉變可樂餅口味                        |
| 023B |                                            | 聆聽心聲頭巾                              |
| 024A |                                            | 用晝行燈拿一百分                          |
| 024B |                                            | 可羅墜入情網                              |
| 025  |                                            | 眾所矚目！！怪人南瓜大俠                  |
| 026  |                                            | 制止！配戴印盒的是大壞蛋？                |
| 027  |                                            | 做了就會！單槓前翻轉上必勝法              |
| 028A |                                            | 神奇的衣服變大箱                          |
| 028B |                                            | 可羅去相親                                |
| 029  |                                            | 燙燙燙！尋找溫泉的地底探險                |
| 030  |                                            | 可羅和小猩猩的友情故事                    |
| 031  |                                            | 浦島龜太郎才是主角                        |
| 032  |                                            | 奇天烈齋是優秀的演員！？                  |
| 033  |                                            | 找到聖誕老公公了                          |
| 034  |                                            | 美美的新郎占卜 10年後的成人式             |
| 035  |                                            | 在雪國的神秘事件                          |
| 036A |                                            | 大猩猩的溜冰特訓                          |
| 036B |                                            | 冬天游泳大會                              |
| 037  |                                            | 新一年級生必看紅色書包的女孩子            |
| 038  |                                            | 和王子結婚美美公主                        |
| 039  |                                            | 乘著北斗星朝北國大迴轉                    |
| 040  |                                            | 可羅變秀才                                |
| 041  |                                            | 可羅殿下的未婚妻                          |
| 042  |                                            | 恐龍的招待信歡迎來到南國                  |
| 043  |                                            | 大猩猩憧憬的人是個大姊姊                  |
| 044  |                                            | 東奔西跑緊張刺激的究極迷宮                |
| 045  |                                            | 一獲千金，尋找夢幻蝴蝶                    |
| 046  |                                            | 一叫就會應聲的回聲蔬菜                    |
| 047  |                                            | 真不可思議，龍宮仙女報恩                  |
| 048A |                                            | 地震的製造方式                            |
| 048B |                                            | 在回憶之屋言歸於好                        |
| 049  |                                            | 篤定當選用人氣聚光燈成為幹部              |
| 050  |                                            | 騙人那個大猩猩居然討厭蔬菜                |
| 051  |                                            | 地底大冒險之發現耀眼的金曠山              |
| 052  |                                            | 超人氣五年三班的白鳥老師                  |
| 053  |                                            | 恐怖的九官鳥，可羅危險了                  |
| 054  |                                            | 有了感動鐘就連武士也會熱淚盈眶            |
| 055  |                                            | 英一的大危機爸爸的發明禁止令              |
| 056  |                                            | 拍攝順利在好萊塢的巴比倫王宮              |
| 057  |                                            | 大預言，可羅的明日草紙                    |
| 058  |                                            | 終於發明成功讓暑假變成3倍的夢遊境         |
| 059  |                                            | 為誰辛苦為誰忙的小槌子                    |
| 060  |                                            | 八月的某一天迷路的鯨魚飛上了天            |
| 061  |                                            | 讓害怕煙消雲散有了三半鏡就OK              |
| 062  |                                            | 妖怪總動員露營驚魂記                      |
| 063  |                                            | 衝吧冬冬號，勇奪四驅車冠軍                |
| 064  |                                            | 千真萬確，開著龜甲船爬山                  |
| 065  |                                            | 猩猩與大猩猩，誰才是猩猩                  |
| 066  |                                            | 超級爆笑，那個乙姬跑來了                  |
| 067  |                                            | 淅瀝淅瀝下雨了為你獻上勿忘傘              |
| 068  |                                            | 揭開邪馬台國之謎美美就是卑彌呼            |
| 069  |                                            | 深秋將至大家一起品嚐婚禮套餐              |
| 070  |                                            | 讓考試萬無一失的一夜漬枕頭                |
| 071  |                                            | 再5分鐘這種時候就用時間倒轉機             |
| 072  |                                            | 養蜜蜂的老爺爺來了                        |
| 073  |                                            | 聖誕老公公的的孫女是賣火材的女孩          |
| 074  |                                            | 終於成功了2001年大學校園之旅              |
| 075  |                                            | 看到了嗎無賴二刀流可羅的西部之行          |
| 076  |                                            | 雪山童話故事之穿著長統靴的熊              |
| 077  |                                            | 暖哄哄，用蝸牛暖爐創造春天                |
| 078  |                                            | 飛吧，人形風箏傳承江戶時代的禮物          |
| 079  |                                            | 考生必看勉三哥的春天會來臨嗎              |
| 080  |                                            | 極機密情報原來大猩猩是女的                |
| 081  |                                            | 瀕臨絕種英一的朱鷺搶救大作戰              |
| 082  |                                            | 經由天狗的地道與黑熊可羅見面              |
| 083  |                                            | 充滿回憶的雲霄飛車勉三哥的媽媽來了        |
| 084  |                                            | 冬冬驚魂記消防娃娃大騷動                  |
| 085  |                                            | 可羅的珍貴旅程在繁華的江戶製作相簿        |
| 086  |                                            | 可羅莫名其妙消失的生日禮物                |
| 087  |                                            | 從此不再迷路方向音蟲別針                  |
| 088  |                                            | 讓家庭訪問安全過關的久坐對抗布            |
| 089  |                                            | 可羅的勁敵，豆豆羅是也                    |
| 090  |                                            | 讚美之扇引起的豆豆羅風波                  |
| 091  |                                            | 五月病快快走，美美飛上雲端                |
| 092  |                                            | 可羅的危機武士絕不撒謊是也                |
| 093  |                                            | 令人吃驚的自白我家二樓的可愛小馬          |
| 094  |                                            | 看我的，用犬型失蹤人口搜尋機尋找力士      |
| 095  |                                            | 因一時遺忘球而雨過天晴的勉三哥            |
| 096  |                                            | 會變出錢來的書居里夫人與紅蘿蔔            |
| 097  |                                            | 來自21世紀的大猩猩父子                    |
| 098  |                                            | 黃門大人也驚訝的用餐時間顯示盒            |
| 099  |                                            | 讓不會摺紙鶴的人成為巧手達人              |
| 100  |                                            | 過去板擦下的真相八百八以前是魚店          |
| 101  |                                            | 在盛夏的花博會找出大百科外傳              |
| 102  | 夏の海でかわいそうなバナナがＳＯＳ！       | 可憐的小香蕉在夏季的海邊求救              |
| 103  | 宿題が危ない！８月３２日を作ろう！！       | 暑假作業完蛋了變出八月三十二日吧          |
| 104  | リーンリーン！こちら鈴虫ロックバンド       | 鈴鈴，我們是鈴蟲搖滾樂團                  |
| 105  | お祭りの天才 コロ助と笛吹き勉ちゃん！      | 祭典的天才可羅與吹笛的小勉                |
| 106  | コロ助真っ青！チョンマゲを切られる！？     | 可羅臉色鐵青，要剃頭嗎                    |
| 107  | マトはナス テフテフは一体何ナリ            | 蕃茄是茄子飄飄究竟是什麼                  |
| 108  | ワーオ！はずかしがり屋の石焼～きイモ       | 哇喔，害羞的石烤地瓜                      |
| 109  | 世にも奇妙な！おしゃべりな野菜たち         | 世上也有奇妙的會說話的蔬菜                |
| 110  | 走れ永遠に！幻のＳＬ特急アジア号！！       | 永遠奔馳下去夢幻的ＳＬ特急亞洲號          |
| 111  | ハコダテ、イグアナ、イカソーメン           | 函館，鬛蜥蜴，花枝細麵                    |
| 112  | コロ助のフィアンセ！むらさきしきふ         | 可羅的未婚妻，紫床單                      |
| 113  | 地震！カミナリ！火事！コラー大魔王！？     | 地震，打雷，火災，混帳大魔王              |
| 114  | 大そうじ募金 勉三さんに愛の手を！！        | 大掃除募款對勉三哥伸出愛的援手            |
| 115  | 花の命は短いぞ！ブタゴリラ最後の日         | 如花般生命短暫大猩猩的最後一天            |
| 116  | たずね人ダマでホワイトクリスマス           | 用尋人鬼火尋找白色聖誕節                  |
| 117  | 春や春！大正ロマンのハナ・ハト・マメ       | 春天啊，大正的浪漫花，鴿子，豆子          |
| 118  | 八百八のＣＭソング！ミカンセイ交響曲       | 蔬菜店的廣告歌未完成的交響曲              |
| 119  | 厳窟王が八百八の前かけをしていた！         | 巖窟王穿上蔬菜店的圍裙                    |
| 120  | 節分○秘情報！どっこい鬼は生きている        | 立春機密情報嘿咻，鬼還活著                |
| 121  | 参観日、小鳥がハイクを作ったよ！           | 校園參觀日，小鳥造出俳句                  |
| 122  | 何でモテるの！？勉三さんとブタゴリラ       | 為何受歡迎呢勉三哥與大猩猩                |
| 123  | ワガハイがチンチン電車だった頃・・・       | 當在下還是路面電車的時候                  |
| 124  | 嫌信丸でバッチリ！いい人 悪い人            | 用多疑藥丸來分辨是好人還是壞人            |
| 125  | ガーン！ワガハイ、犬になりたいナリ！       | 汪！在下想要當小狗                        |
| 126  | 大スクープ！八百八に双子の赤ちゃん         | 大獨家！蔬菜店的雙胞胎                    |
| 127  | 世紀の大失敗作！チュウシングラナリ         | 史上最糟發明！忠臣倉庫                    |
| 128  | ひみつのコロッケはセーラー服の味ナリ       | 秘密的可樂餅有水手服的香味                |
| 129  | チルチルさくら！みよ子姫が危ない！！       | 凋落的櫻花美美公主的危機                  |
| 130  | キャッシュカードでコロ助指名手配！？       | 提款機搶劫，可羅被通緝                    |
| 131  | これが初恋！？八百屋お七とツーショッ       | 這是初戀嗎和蔬菜店阿七的情侶照            |
| 132  | 大異変！ママとボクにヒゲが生えた！？       | 大異變！媽媽和我都長鬍子了                |
| 133  | 究極のずる休みグッズ！仮病マクラ           | 最強休假道具！裝病枕頭                    |
| 134  | アウトドアライフ！ブタゴリラ修行の旅       | 野外求生！大猩猩修煉之旅                  |
| 135  | ハダカの思い出！さくら湯ものがたり         | 裸體的回憶！櫻花澡堂物語                  |
| 136  | 遊んでくれないパパたちへ！道楽つづら       | 給不能玩的爸爸們！興趣吸收器              |
| 137  | ブタゴリラ主催！緑幼稚園大同窓会           | 大猩猩舉辦！綠意幼稚園同學大會            |
| 138  | 子供なら見たい！！パパとママの通信簿       | 小孩子都想看！爸媽的成績單                |
| 139  | のぞかないで！！トンガリの夢の新婚生活     | 不要偷看！冬冬夢想的新婚生活              |
| 140  | むかしの常識！？堂々封切総天然色三本立     | 以前的常識！？彩色電視風光上演三部聯映    |
| 141  | クーラー不要！怪談・百丈島スイカ御殿       | 不需要冷氣！怪談之百丈島西瓜宮殿          |
| 142  | 謎また謎 氷曜日のかき水パーティ            | 謎上加謎星期三的刨冰派對                  |
| 143  | 秋がきて・・・いなかのトンボが東京見物     | 秋天到了…鄉下的蜻蜓來東京參觀             |
| 144  | プールに出現！ピーターパンのワニ           | 游泳池現形！彼得潘的鱷魚                  |
| 145  | 警察不要？土下座ぶとんでゴメーン！         | 不需要警察 用下跪座墊道歉                 |
| 146  | 涙の交換日記！ブタゴリラはＫくんナリ       | 悲傷的交換日記 大猩猩是小Ｋ               |
| 147  | 読書の秋！感想イモと筆跡鑑定ロウセキ       | 讀書之秋 感想地瓜和筆跡鑑定滑石           |
| 148  | ビックリ仰天！スカートをはいたコロ助       | 嚇死人，穿裙子的可羅                      |
| 149  | ママはいらない！？からくり料理人ナリ       | 不需要媽媽，機關廚師                      |
| 150  | 遠足のアイテム！ ブタゴリラ七品セット      | 遠足道具，大猩猩的七件組                  |
| 151  | 教室で指されたくない人へ！指名扇ナリ       | 給教室裡不想被點名的人 點名扇             |
| 152  | 箱根山でドッキリ！江戸時代の山賊たち       | 箱根山的整人遊戲 江戶時代的山賊們         |
| 153  | 回れ仲直り鶴！ブタゴリラパンツの怒り       | 旋轉吧和好紙鶴 大猩猩的內褲憤怒           |
| 154  | ゲロゲロ！小便小僧になったブタゴリラ       | 令人作嘔 成為尿尿小童的大猩猩             |
| 155  | なぞの物体！ピアノの中のヘタウマドリ       | 謎之生物，鋼琴裡的馬蹄聲                  |
| 156  | ブタゴリラもウルウル！黒板の中のママ       | 大猩猩也淚眼盈眶 白板裡的媽媽             |
| 157  | 雪だるまがくれたクリスマスプレゼント       | 雪人送來的聖誕節禮物                      |
| 158  | 珍発明！？だまってはさめば宿題スラスラ     | 稀有道具 默默夾進去功課就無慮             |
| 159  | コロ助仰天！やじろ帽でニチコメ友好！？     | 可羅驚慌失措 用平衡娃娃進行日美友好       |
| 160  | 開けてびっくり！机の中の遅れたお年玉       | 一打開就驚奇 書桌裡的壓歲錢               |
| 161  | 春の珍事！時刻表を書いたブタゴリラ         | 春天的奇事,写时刻表的大猩猩               |
| 162  | ブタゴリラでもスターになれる！丸案鬼・・・ | 大猩猩也能变明星,暗记鬼                   |
| 163  | 一家ランラン！？ブタゴリラファミリー       | 充满光辉的一家,大猩猩家族                 |
| 164  | 文明の危機！教室からラーメン一丁           | 文明危機•從教室叫碗拉麵吧                 |
| 165  | カチカチ！ブタゴリラの火の用心クラブ       | 拍子木•大猩猩的小心火燭俱樂部             |
| 166  | すれちがいメロドラマ！愛の上越新幹線       | 擦身而過的愛情連續劇•愛的上越新幹線       |
| 167  | アットホーム！？一家そろって記念写真       | 家庭風－全家福紀念照片                    |
| 168  | ゾーッ！！江戸時代から来た大きな迷子       | 大象•從江戶時代來的迷路大孩子             |
| 169  | うそみたい！テレビにドアがついていた       | 宛如謊言•附著門的電視                     |
| 170  | 紀の名犬！のら犬ベンからの贈り物           | 世紀名犬•野狗小笨送來的禮物               |
| 171  | キリンにメガネ！？ハシゴローものがたり     | 長頸鹿與眼睛•梯子郎的故事                 |
| 172  | 海底ＳＯＳ！龍宮の使いと金歯のサメ         | 海底SOS•龍宮使者與金牙鯊魚                |
| 173  | お茶の間の太陽！ボンボン時計と踏み台       | 飯廳裡的太陽，老掛鐘與腳凳                |
| 174  | 鳥心器でドッキリ！鳩のハートに大接近       | 奇妙的鳥心器•傾聽鴿子的心聲               |
| 175  | ○秘特訓！トンガリはロッキーになれるか      | 秘密特訓•冬冬能夠變成洛基嗎               |
| 176  | 仙鏡水で発見！東京でいちばん奇妙な雲       | 仙境水大發現•東京最奇妙的雲               |
| 177  | 転校御免！みよちゃんサンキンホータイ       | 不想轉學•美美與參勤繃帶                   |
| 178  | トンガリドッキリ！ブランデーと錯覚糖       | 冬冬嚇一跳•白蘭地與錯覺糖                 |
| 179  | コロ助の時代！コロッケ５円でバス１０円     | 可羅的時代•可樂餅5元，搭公車10元          |
| 180  | 田植えツアー！ブタゴリラ＆トンガラシ       | 插秧之旅•大行星與凍凍                     |
| 181  | ベンも仰天！痛いのとんでけ～鎮痛香         | 小笨也驚訝•讓痛痛飛走的鎮痛香             |
| 182  | 超ふしぎ！？タナバタ 竹の子 ノーベル賞     | 超奇妙•七夕，竹筍，諾貝爾獎               |
| 183  | 大どろぼう登場！その名は注射ジョー         | 超級小偷登場•它的名字是注射鎖             |
| 184  | 迷い人に贈る！メウツリコーナリ             | 送給三心二意人的三心二意膏                |
| 185  | 日本初のＵターンかぶと虫！クロ丸ナリ       | 日本第一隻回鄉的獨角仙•黑丸               |
| 186  | ユーレーも真っ青！ブタゴリラの通知票       | 連鬼都嚇到•大猩猩的聯絡簿                 |
| 187  | 語るも涙！ブタゴリラ一家の悲惨な休暇       | 說了就想哭•大猩猩一家的悲慘假期           |
| 188  | ナイターも真っ青！一時だけの大人体験       | 驚悚的夜間比賽•短暫的大人體驗             |
| 189  | 実りの秋！田んぼのアイドル田吾作ナリ       | 豐碩之秋•稻田偶像鄉下佬是也               |
| 190  | ブタゴリラもポ～！かあちゃん初恋時代       | 大猩猩也目瞪口呆•媽媽的初戀時光           |
| 191  | 勉三さんの家に出現！幻のバス停ナリ         | 出現在勉三哥住處的夢幻公車站牌            |
| 192  | 乗れば休日！のらくらはドッジの見方         | 坐上去就放假•休閒鞍是閃躲的好夥伴         |
| 193  | 八百八の家宝！オンボロ自転車百年号         | 八百八傳家寶，破爛腳踏車百年號            |
| 194  | 秋サンサン！隅田川から愛をこめて           | 燦爛之秋•從隅田川送來滿滿的愛             |
| 195  | 秋の大運動会！りんりん丸で勝負あった       | 秋季運動大會•用凜凜丸決勝負               |
| 196  | ついに発見！遠足名物リュックがなる木       | 終於找到了•遠足名勝之背包大樹             |
| 197  | 思い出探検！１５年前に恐竜がいた！？       | 回憶大冒險15年前居然有恐龍                |
| 198  | おーっと！コロ助がタマゴをうんだナリ       | 天啊•可羅居然下蛋了                       |
| 199  | ハワイが消えた！犯人はブタゴリラ！？       | 夏威夷不見了•犯人是大猩猩                 |
| 200  | トンガリ激白！！学校がママよりも好き       | 冬冬激動表白•喜歡上學更甚于媽媽           |
| 201  | レトロー！父ちゃんの思い出オート三輪       | 懷舊，充滿老爸回憶的三輪貨車              |
| 202  | 日本一の福袋 遂に出ました１００万円        | 日本第一的福袋•100萬元終於出現了          |
| 203  | 雪のプレゼント 透明人間でログハウス        | 雪的贈禮•用透明人贏得原木屋               |
| 204  | モデルはどっち！？コロ助対ブタゴリラ       | 誰才是模特兒，可羅VS大猩猩                |
| 205  | ネコの集会！夜中に消えたパパとママ         | 貓咪集會，爸爸媽媽在半夜消失了            |
| 206  | ついに復活！？室町時代の超豪華結婚式       | 終於復活•室町時代的超豪華婚禮             |
| 207  | 大スクープ！？八百八のストーブリーグ       | 大獨家•八百八的爐邊漫談                   |
| 208  | 愛のプレゼント！マゴにもセーター？         | 愛的禮物•人要衣裝                         |
| 209  | デザートは胃薬？みよちゃんクッキング       | 甜點是胃藥,美美展廚藝                     |
| 210  | ピュ～ッ！北国から来た北風ぱあちゃん       | 咻,來自北國的北風婆婆                     |
| 211  | 指名手配！恋の落書きボンネットバス         | 通緝•有著愛情塗鴉的公車                   |
| 212  | 八百八の名馬！クマハチダイオーナリ         | 八百八的名駒•熊八大王是也                 |
| 213  | 春の正夢！？マイゾーキンとハンバーグ       | 春天的預知夢•寶藏與牛肉餅                 |
| 214  | ブタゴリラも真っ青！五月は花の転校生       | 大猩猩踢到鐵板•美女轉學生五月             |
| 215  | 勉三さん変身！涙で食べる最後の晩さん       | 勉三哥變身，以淚配飯的最後晚餐            |
| 216  | 八百八ピンチ！テケテケテンで自己紹介       | 蔬菜店大危机，用波浪鼓声来自我介绍        |
| 217  | 時を越えたライバル？モーレツ斎登場！       | 穿越时空的对手，猛烈斋登场                |
| 218  | 定年記念物！？しあわせの黄色いウサギ       | 定年纪念物，幸福的黄色兔子                |
| 219  | 八百八のＣＭ！アドバルーンで大売り出し     | 蔬菜店的广告，用热气球来大拍卖            |
| 220  | 恐怖体験！ワープロからお化けが出た～       | 恐怖体验，文字处理机里的妖怪              |
| 221  | 御用だ！八百八に江戸時代のドロボーが       | 快逮捕•從江戶時代來的小偷在蔬菜店裡       |
| 222  | 野菜か相撲か！？ブタゴリラの血統書         | 蔬菜還是相撲•大猩猩的血統書               |
| 223  | 焼き方はミデアム？世紀の貴婦人登場！       | 要烤五分熟•世紀貴婦人登場                 |
| 224  | ブタゴリラショック！母ちゃん面会謝絶       | 大猩猩大受打擊•媽媽謝絕會客               |
| 225  | 夏休み先取り！！家出トリオの城下町         | 暑假計畫•三人出走到城下町                 |
| 226  | 海水浴の○秘ポイント！江戸時代の百丈島      | 海水浴場的秘密地點•江戶時代的百丈島       |
| 227  | 学校怪談！！パートの幽霊は昼間出る？       | 學校怪談•光天化日下的打工幽靈             |
| 228  | 近所のフン！？イチゴ平野でひとり旅！       | 臭屁蟲，草莓原野的獨自旅行                |
| 229  | 夏のスクープ！勉三さんに赤ちゃんが？       | 夏季大獨家•勉三哥有孩子了                 |
| 230  | そんなバカな！！７２歳のイジメっ子？       | 怎麼可能•七十二歲的壞小孩                 |
| 231  | 犯人は誰だ！？ブタゴリラ０点漂流記         | 誰是犯人•大猩猩的零分考卷漂流記           |
| 232  | ＳＯＳ！秋の大江戸セップクツアー！？       | SOS•秋季大江戶切腹之旅                    |
| 233  | 今年こそなるナリ！！運動会の星！？         | 今年一定要成為運動會之星                  |
| 234  | ブタゴリラ探偵団！餌はトラック一台分       | 大猩猩偵探團•一卡車的飼料                 |
| 235  | オデンション？お役者仮面で大スター！       | 試劍•演員假面讓你變成大明星               |
| 236  | トンガリ改造！ママ～なんて言わない！       | 改造冬冬•不再大喊媽媽                     |
| 237  | おでん異変！チャック付きのガンモドキ       | 變種關東煮•附網子的油豆腐袋               |
| 238  | テイセイ教育委員会！学問のスルメ           | 訂正教育委員會•魷魚學                     |
| 239  | 忘れ競争！ミョウガｖｓ逆境タイマツ         | 遺忘競賽•茗荷對困境火把                   |
| 240  | 怒り爆発！ブタゴリラ酸っぱい戦争           | 怒火沖天•大猩猩吃醋戰                     |
| 241  | クマダも参加？車と列車のスキー旅行！       | 熊田也參加•汽車與電車的滑雪之旅           |
| 242  | トンガリ奮闘記！汗と涙のデート作戦！       | 東東奮鬥記，血與汗的約會大作戰            |
| 243  | ブタゴリラの総決算！お騒がせ大全集！       | 大猩猩的總結算•麻煩大全集                 |
| 244  | ５年１組 熊田 薫！今年の抱負は良い豆腐     | 五年一班熊田薰•今年的抱負是好豆腐         |
| 245  | 歴史を守れ！牛若五月と弁慶の泣き所！       | 保護歷史，牛若丸與辨慶的弱點              |
| 246  | 雪山参加！？ブタゴリラ救助隊出動！！       | 攀越雪山•大猩猩救援隊出動                 |
| 247  | 節分グッズ！だまって飲めば鬼になる！       | 節分道具•偷偷吞下去就會變成鬼             |
| 248  | コロ助の妹登場？八百八のおちゃっぴい       | 可羅的妹妹登場•蔬菜店的小巧比             |
| 249  | ブタゴリラ恐怖！！Faxされたテスト          | 大猩猩的恐懼，傳真來的考卷                |
| 250  | ２４回払い？戦国時代のコンテスト！         | 二十四期分期，戰國時代的比賽              |
| 251  | レンズ騒動！秘密のコロッケは涙入り？       | 鏡片騷動•含淚的秘密可樂餅                 |
| 252  | ブタゴリラ真っ青！野菜が肉に負けた！       | 嚇傻的大猩猩•青菜輸給肉類了               |
| 253  | ボクがいない！！三十年後の同窓会！？       | 我竟然不在•三十年後的同學會               |
| 254  | 女子プロ真っ青！八百八のお手伝いさん       | 女摔角手也害怕•蔬菜店的幫傭               |
| 255  | 保存版！日本全国つぶれそうな店特集？       | 保存版•日本全國快要倒的店特集             |
| 256  | みよちゃんのＢＦ！？ライオンがノック       | 美美的男朋友•獅子找上門                   |
| 257  | コロ助降参！！オネショのつくり方！？       | 可羅聽命•尿床的好方法                     |
| 258  | 熊田グー！！八百八一家の夢の別荘！？       | 熊田好棒•蔬菜店全家夢想的別墅             |
| 259  | 出場禁止！？運動オンチは誰の遺伝！！       | 禁止比賽•不擅長運動是誰的遺傳             |
| 260  | ２４時間営業！八百八の朝まで生野菜！       | 二十四小時無休•蔬菜店的清晨蔬菜           |
| 261  | コロ助のペット！ひらがなのかおる！？       | 可羅的寵物•注音的小薰                     |
| 262  | コロ助の逆襲！八百八侍を成敗するナリ       | 可羅的反擊•蔬菜店武士的成敗               |
| 263  | 海のメロン！？ブタゴリラ涙の航海記！       | 海邊的羅曼•大猩猩的悲慘航海記             |
| 264  | めざせ北海道！西から来た赤いモグラ？       | 目標北海道•從西邊來的紅色土撥鼠           |
| 265  | 日米友好！コブタ対トウモロコシ！？         | 日美友好•大猩猩子對玉米                   |
| 266  | ブタゴリラ絶叫！夏休み地獄の大脱走！       | 大猩猩慘叫•暑假地獄的大脫逃               |
| 267  | 泳ぐ宝石？びっくりザイバツの若さま！       | 游泳的寶石•令人驚訝的大財閥少主           |
| 268  | 夏休み偉人伝！銅像になったブタゴリラ       | 暑假偉人傳•變成銅像的大猩猩               |
| 269  | 夏の名作！ブタゴリラの竹の子くらべ？       | 夏季名著•大猩猩的竹筍研究                 |
| 270  | 北の国から贈り物！五月と花子 初共演！      | 北國來的禮物•五月與花子的初次共演         |
| 271  | 衝撃告白！勉三さんはツンツルテン！？       | 衝擊性的事實，勉三哥是大光頭              |
| 272  | 新事実！タイタニック号の名犬バロン！       | 新事實•鐵達尼號的名犬巴隆                 |
| 273  | サスペンス！アメリカ土産は恐怖が一杯       | 懸疑劇•恐怖的美國紀念品                   |
| 274  | 消えたブタゴリラ！イモより恐い神隠し       | 消失的大猩猩•比地瓜恐怖的神隱             |
| 275  | とんだアップル？みよちゃんの初恋物語       | 跳躍的青橘，美美的初戀故事                |
| 276  | 謎のスイカ爆弾！伝説のボウラー熊八？       | 謎般的炸彈•傳說中的保齡球手熊八           |
| 277  | ついに発見！マツタケいっぱい石器時代       | 終於發現了•充滿松茸的石器時代             |
| 278  | ギネス珍記録！？一日だけのクラス委員       | 金氏世界記錄•只當一天的班長               |
| 279  | 人気バク発！お面になったコロ助ナリ         | 人氣大爆發•變成面具的可羅                 |
| 280  | ゲージツ祭参加？愛の星降るすずらん峠       | 參加藝文獎•降落在玲蘭坡的愛之星           |
| 281  | 大安吉日！カボチャカボチャの結婚式         | 良辰吉日•南瓜跟南瓜的結婚典禮             |
| 282  | 勉三さん受難！学園祭はケツバット？         | 勉三哥遇難，校慶打屁股                    |
| 283  | 謎の物体！ノックを返す八百八カボチャ       | 神秘物體•會回應的蔬菜店南瓜               |
| 284  | 新春冒険！みかん長者の書き初め！？         | 新年冒險•橘子長老的字帖                   |
| 285  | はやまるな！コロ助駆け落ち成人式！？       | 急著長大，可羅的私奔成人典禮              |
| 286  | ご近所捜査網！怪盗はトンガリのママ？       | 守望相助網•冬冬的媽媽是怪盜               |
| 287  | 真冬の怪談？雪女のおんがえし！！           | 寒冬的怪談,雪女的報恩                     |
| 288  | 国際親善？スカートをはいたブタゴリラ       | 國際親善，穿著裙子的大猩猩                |
| 289  | 大激怒！カラスと八百八大戦争               | 暴跳如雷，烏鴉大戰蔬菜店                  |
| 290  | キテレツ異変！年上美人にモッテモテ？       | 英一變了•大姐姐喜歡的師奶殺手             |
| 291  | 夢は大金持ち！めざせケン玉日本一           | 想變成大富翁•目標劍玉球世界冠軍           |
| 292  | びっくり京都！あぶない天狗あらわる？       | 京都驚魂•恐怖的天狗出現了                 |
| 293  | 未来で目撃！コロ助 お嫁さんとチュー？      | 目擊未來•可羅親吻新娘                     |
| 294  | 妙子遭難！トラに食べられそうなんです       | 妙子遇難•餓虎撲羊                         |
| 295  | 心は別人？みよ子が五月で五月がコロ助       | 心是別人的•美美是五月，五月是可羅         |
| 296  | ベンが初恋？アイドル犬とご対メーン         | 小笨的初戀•和偶像狗狗初戀                 |
| 297  | ○秘ブタゴリラのアロエビックリ作戦          | 極機密•大猩猩養羊運動大作戰               |
| 298  | ジュラシックパニック！虫歯の恐竜発見       | 侏羅紀恐慌•發現蛀牙的恐龍                 |
| 299  | 何かようかい！雨降り小僧 ケヤキの祟り      | 妖怪下雨小僧•櫸樹的詛咒                   |
| 300  | 禁断の料理？ファラオの呪いで大ピンチ       | 恐怖的料理•威力無比的法老王詛咒           |
| 301  | 八百八崩壊？コスプレナイター中継！         | 蔬菜店大亂•夜間棒球角色扮演比賽直播       |
| 302  | 夏休み直前！まだまにあう通信簿対策         | 暑假到來•危機前的成績單作戰               |
| 303  | どーして？ボクたち臨時の八百八屋さん       | 什麼我們是蔬菜店臨時工                    |
| 304  | 真実をあばけ！夏のみちのくミステリー       | 找出真相•夏天的陸奧懸疑                   |
| 305  | 霊界探検！みんなであの世へ行きました       | 靈界探險•大家一起到陰間去                 |
| 306  | 相手はだ～れ ペンフレンドくるみちゃん      | 到底是誰寫的•筆友胡桃                     |
| 307  | 居眠り禁止！スカッと一撃 徹夜メーン☆       | 禁止打瞌睡•熬夜機器人給你一擊             |
| 308  | 豊年マンサク！山田の中のコロ助カカシ       | 豐年祭•田裡的可羅稻草人                   |
| 309  | 花丸一座で夢芝居？ 髭丸コロ助大変身！      | 花丸劇團的夢幻演出•可羅鬍鬚丸大變身       |
| 310  | 突然の手紙！妙子から From USA？            | 突如其來的信•寄件者妙子在美國             |
| 311  | 百丈島伝説！コロ助は浦島太郎の子孫？       | 百丈島傳說•可羅是浦島太郎的子孫           |
| 312  | 家族ゲーム？ママに代わってブロンドママ     | 扮家家酒•代替媽媽的金髮媽媽               |
| 313  | ブタゴリラ病欠？修学旅行のバスを追え       | 大猩猩請病假•追著遊覽車跑                 |
| 314  | 雪男発見！生まれはヒマラヤ日本育ち         | 發現雪男•出生于喜馬拉雅，生長在日本       |
| 315  | 大当たり！宝くじでパンダと３千万円！？     | 中頭獎•三千萬元和熊貓                     |
| 316  | 女湯でアート？トンガリ画伯大爆発！         | 女湯的藝術•名畫家冬冬大師                 |
| 317  | 謎のアルバイト！むさ苦しい人大歓迎？       | 謎樣的工作•歡迎其貌不揚的人來應徵         |
| 318  | 正月が二度も来た！お年玉ももう一度？       | 再一次的新年•再一份紅包                   |
| 319  | 今世紀見オサメ！？幻のリョコウバト         | 本世紀的最後一隻•夢幻的旅鴿               |
| 320  | 失恋がなんだ！！どん底でドンと恋           | 失戀算什麼•心碎也要愛                     |
| 321  | 春いちばん！先生が飛ばされそうナリ         | 春天快報•老師好像會調職                   |
| 322  | たたり？ひな人形がコロ助を襲う！           | 詛咒•小娃娃圍攻可羅                       |
| 323  | トンガリ失踪！恋に破れてサメのエサ？       | 冬冬失蹤•孤單一人喂海鯊                   |
| 324  | 人生一度の晴れ舞台？ブタゴリラ送辞を読む   | 一生一次的大活躍•大猩猩念歡送詞           |
| 325  | ブタゴリラ学説！蜃気楼は貝から出る？       | 大猩猩理論•貝殼裡的海市蜃樓               |
| 326  | 子供の天国！遊び場いっぱいの町             | 小孩的天堂•到處都可玩樂的城市             |
| 327  | スクープ！名犬ベン 日本で一番有名な犬      | 大獨家•日本最有名的名犬小笨               |
| 328  | 神出鬼没のいたずらっ子 正体はコロ助？      | 神出鬼沒的壞小孩•犯人是可羅               |
| 329  | 五月の恐怖！のろわれた鯉のぼり             | 恐怖的五月•被詛咒的鯉魚旗                 |
| 330  | 男のメロン？父ちゃん一番乗り病！           | 男人的羅曼•爸爸搶第一                     |
| 331  |                                            | 愛的最終回•再見了可羅大百科               |

## 電視動畫

### 製作人員

#### 特別節目
- 原作：藤子F不二雄
- 企劃：石川泰平（富士電視台）
- 總導演：渡部高志
- 音樂：石田勝範（日语：石田勝範）
- 美術監督：中村光毅（日语：中村光毅）
- 攝影監督：杉村重郎（日语：杉村重郎）
- 音響監督：小松亘弘（日语：小松亘弘）
- 色彩指定：田原洋
- 特效：橋爪朋二
- 標題製作：MAKI Pro.（日语：マキ・プロダクション）
- 剪輯：掛須秀一（日语：掛須秀一）
- 音響製作：青二企劃
- 效果：伊藤道廣（日语：伊藤道廣）（E&M（日语：E&Mプランニングセンター））
- 錄音：TAVAC（日语：タバック）
- 現像：東京現像所（日语：東京現像所）
- 進行：和崎伸之
- 製作擔當：若菜三樹雄
- 廣報擔當：重岡由美子（富士電視台）
- 製作製片人：若菜章夫（STUDIO GALLOP）
- 製片人：片岡義朗（日语：片岡義朗）（NAS）、菅野鐵勇、安達英男（STAFF21）
- 協力：藤子工作室（日语：藤子スタジオ）、小學館·快樂快樂月刊、古倫美亞唱片
- 製作協力：STUDIO GALLOP
- 製作：富士電視台、NAS、STAFF21（日语：クラッチ.）

#### 電視動畫
- 原作：藤子不二雄Ⓕ → 藤子·F·不二雄
- 企劃：石川泰平 → 清水賢治（富士電視台）、片岡義朗（ASATSU）
- 導演：葛岡博（日语：葛岡博）（第1話－第43話）→ 早川啟二（第44話－第331話）
- 總作畫監督：丹內司（日语：丹内司）、小林一幸（日语：小林一幸）、渡邊一、時永宜幸（日语：時永宜幸）、山内昇壽郎
- 美術監督：小林七郎（日语：小林七郎） → 柴田聰
- 美術設定：形山正、柴田聰、縫部文江、白石誠、小坂部直子
- 攝影監督：杉村重郎（一時期為清水泰宏） → 枝光弘明
- 音響監督：小松亘弘
- 音樂：菊池俊輔
- 剪輯：掛須秀一、和田至亮、關一彥、伊藤裕
- 音響製作：青二企劃
- 效果：E&M P→片岡陽三
- 選曲：宮下滋（日语：ビモス・プランニング）
- 錄音：藏本貞司
- 音響製片人：黑田洋
- 製作擔當：若菜三樹雄
- 連絡主任：安達英男（STAFF21）
- 助理製片人：小板橋司 → 越野武司、大塚義雄、早坂仁、加藤敏幸（STAFF21）
- 製作主任：小板橋司 → 越野武司 → 加藤敏幸 → 重松征史
- 製作進行：和崎伸之 → 岩崎輝久 → 大塚義雄 → 重松征史、荒川浩介、高山昌義 → 草間稔
- 廣報擔當：重岡由美子 → 名須川京子 → 川崎悅子 → 高橋正秀（日语：高橋正秀） → 小中桃子 → 熊谷知子（富士電視台）
- 製片人：清水賢治 → （不在） → 和田實 → 鈴木吉弘（日语：鈴木吉弘） → 鈴木專哉（富士電視台）、片岡義朗 → 石川一彥 → 山崎立士 → 杉山豐（日语：杉山豊）（ASATSU）、菅野鐵勇（STAFF21）、若菜章夫（STUDIO GALLOP）
- 企劃協力：STAFF21（日语：クラッチ.）
- 動畫製作：STUDIO GALLOP
- 製作：富士電視台、ASATSU

### 主題曲

#### 片頭曲
|   | 歌曲                           | 作詞       | 作曲         | 編曲         | 歌                    | 播放日期                                                       |
| - | ------------------------------ | ---------- | ------------ | ------------ | --------------------- | -------------------------------------------------------------- |
| 1 |                                | おこちそう | 細野晴臣     | 細野晴臣     | 堀江美都子            | （1987年11月2日放映）                                          |
| 2 |                                | おこちそう | 細野晴臣     | 細野晴臣     | 堀江美都子 TVシリーズ | （1988年3月27日 - 1996年6月9日放映）                           |
| 3 | 『お嫁さんになってあげないゾ』 | 森雪之丞   | 池毅         | 山本健司     | 守谷香                | 〔第1回（1988年3月27日） - 第24回（1988年10月23日）〕          |
| 4 | 『ボディーだけレディー』       | 森雪之丞   | 林哲司       | 山本健司     | 內田順子              | 〔第25回（1988年10月30日） - 第60回（1989年8月20日）〕         |
| 5 | 『夢みる時間』                 | 吉元由美   | 林哲司       | 山本健司     | 森惠                  | 〔第61回（1989年8月22日） - 第86回（1990年3月25日）〕          |
| 6 | 『はじめてのチュウ』           | 實川俊晴   | 實川俊晴     | 實川俊晴     | あんしんパパ          | 〔第87回（1990年4月15日） - 第108回（1990年10月21日）〕        |
| 7 | 『すいみん不足』               | CHICKS     | CHICKS       | CHICKS       | CHICKS                | 〔第109回（1990年11月4日） - 第170回（1992年3月24日）〕        |
| 8 | 『お料理行進曲』               | 森雪之丞   | 平間あきひこ | 平間あきひこ | YUKA                  | 〔第171回（1992年4月19日） - 第331回（最終回）（1996年6月9日〕 |

#### 片尾曲
|   | 歌曲                                   | 作詞       | 作曲       | 編曲         | 歌                  | 播放日期 |
| - | -------------------------------------- | ---------- | ---------- | ------------ | ------------------- | --- |
| 1 | 90分スペシャル番組『コロ助まちをゆく』 | おこちそう | 細野晴臣   | 細野晴臣     | 山田恭子 TVシリーズ | |
| 2 | 『マジカルBoyマジカルHeart』           | 神原冬子   | 池毅       | 山本健司     | 守谷香              | 〔第1回（1988年3月27日） - 第16回（1988年7月10日）〕 |
| 3 | 『レースのカーディガン』               | 松本隆     | 來生たかお | 萩田光雄     | 坂上香織            | 〔第17回（1988年8月14日） - 第24回（1988年10月23日）〕 |
| 4 | 『コロ助ROCK』                         | 森雪之丞   | 林哲司     | 山本健司     | 內田順子            | 〔第25回（1988年10月30日放送分） - 第60回（1989年8月20日）〕 |
| 5 | 『フェルトのペンケース』               | 巖室後子   | 來生たかお | 山本健司     | 森惠                | 〔第61回（1989年8月22日） - 第86回（1990年3月25日）〕 |
| 6 | 『メリーはただのトモダチ』             | 實川俊晴   | 實川俊晴   | 實川俊晴     | 籐田淑子            | 〔第87回（1990年4月15日） - 第108回（1990年10月21日）〕 |
| 7 | 『はじめてのチュウ』                   | 實川俊晴   | 實川俊晴   | 實川俊晴     | あんしんパパ        | 〔第109回（1990年11月4日） - 第170回（1992年3月24日）、第213回（1993年4月25日） - 第290回（1995年3月12日）、第311回（1995年10月29日） - 第331回（最終回）（1996年6月9日） |
| 8 | 『Happy Birthday』                     | 森雪之丞   | 清岡千穗   | 籐原いくろう | YUKA                | 〔第171回（1992年4月19日） - 第212回（1993年4月18日）〕 |
| 9 | 『うわさのキッス』                     | 工籐哲雄   | 都志見隆   | 白井良明     | TOKIO               | 〔第291回（1995年3月19日放送分） - 第310回（1995年10月22日）〕 |

## 遊戲
| 發售日        | 標題 | 平台               | 類型     | 開發商           |
| ------------- | ---- | ------------------ | -------- | ---------------- |
| 1990年2月23日 |      | 紅白機             | 動作遊戲 | EPOCH            |
| 1994年7月15日 |      | Game Boy           | 動作遊戲 | Video System     |
| 1994年        |      | Kids Computer Pico | 其他     | SEGA Enterprises |
| 1995年1月27日 |      | 超級任天堂         | 圖版遊戲 | Video System     |

## 電視劇
2002年1月1日，日本放送協會（NHK）兒童電視劇節目《戲劇愛之詩》（日语：ドラマ愛の詩）首播，名為《奇天烈》（日语：キテレツ）。《奇天烈》劇中只有可羅是以電腦動畫作成的，其他角色都是真人扮演。2005年5月5日再度在《戲劇愛之詩》時段重播。可羅的配音由動畫版的初代聲優小山茉美再度擔任。

### 製作人員
- 原作：奇天烈大百科（作：藤子·F·不二雄）
- 製作、著作：NHK
- 共同製作：NHK Enterprises（日语：NHKエンタープライズ）
- 演出：一色隆司
- 編劇：戶田山雅司（日语：戸田山雅司）
- 製作統括：加賀田透、家喜正男
- 音樂：內山秀和
- 出演劇團&製作公司：Angel Pro.、劇團東俳（日语：劇団東俳）、向日葵劇團

### 演員
- 木手英一（奇天烈）：山內秀一（日语：山内秀一）
- 可羅：小山茉美（配音）
- 御代田美代子（美美）：大柳繪梨香（日语：朝倉えりか）
- 尖浩二（冬冬）：東海孝之助（日语：東海孝之助）
- 熊田薰（大猩猩）：江成大輝（日语：江成大輝）
- 木手英太郎：山寺宏一
- 木手滿子：山下容莉枝（日语：山下容莉枝）
- 刈野勉三：山本耕史
- 奇天列齋：清川元夢（配音）
- 宮原沙織：粟田麗（日语：粟田麗）
- 宮原權三郎：加藤武（日语：加藤武）
- 宮原律：藤村志保
- 花園君子：井元由香（日语：井元由香）
- 田邊老師：摩洛師岡（日语：モロ師岡）
- 貨車司機：藤原喜明（日语：藤原喜明）

## 爭議
奇天烈大百科遭臺灣網友指控此節目教導兒童自殺，可能會對兒童造成不良影響。

## 外部連結
- 互联网电影数据库（IMDb）上《奇天烈大百科》的资料（英文）
- 豆瓣电影上《奇天烈大百科》的資料 （简体中文）